# Gonia albagenae
Gonia albagenae là một loài ruồi trong họ Tachinidae.